# István Móna
István Móna (* 17. September 1940 in Nyíregyháza; † 28. Juli 2010 in Budapest) war ein ungarischer Moderner Fünfkämpfer.

## Karriere
Mit der ungarischen Mannschaft, die neben Mona aus András Balczó und Ferenc Török bestand, wurde er vierfacher Weltmeister und 1968 Olympiasieger. 
Sechs Jahre in Folge blieb die Mannschaft in internationalen Wettbewerben unbesiegt. Die Weltmeistertitel gewannen sie 1963, 1965, 1966 und 1967. Bei den ungarischen Meisterschaften gewann er im Einzel in den Jahren 1963, 1966 und 1967 die Silbermedaille. Mit der Mannschaft gewann er 1962, 1963, 1965 und 1966 die Meisterschaft. 1970 wurde er außerdem ungarischer Meister im Degenfechten.
Nach Beendung seiner eigenen Sportlerkarriere war Móna als Rechtsanwalt und als Trainer und Sportmanager tätig. Er begleitete talentierte junge Fechter auf ihrem Weg nicht nur zu herausragenden sportlichen Leistungen (z. B. Tímea Nagy, zweifache Olympiasiegerin in Degenfechten), sondern unterstützte diese, um eine fundierte Ausbildung auch außerhalb des Sports zu absolvieren.
Ab 1992 war er Mitglied des Ungarischen Olympischen Komitees (MOB), sowie seit 1993 Mitglied und zwischen 1997 und 2004 Vizepräsident des Klub der Ungarischen Olympiasieger. Im Jahr 2005 erhielt er das Verdienstkreuz der Ungarischen Republik für sein außerordentliches Engagement im Modernen Fünfkampf und Fechten und für sein sportliches Lebenswerk.
In seiner Autobiographie „Élettusa“ (Lebenskampf), die kurz vor seinem Tod in Ungarn erschienen ist, beschreibt er eingehend die damalige Welt des Modernen Fünfkampfs.